# Федерация дзюдо Азербайджана
Федерация дзюдо Азербайджана (азерб. Azərbaycan Cüdo Federasiyası)  — организация, занимающаяся проведением соревнований по дзюдо на территории Азербайджана.

## История дзюдо

### Период Азербайджанской ССР
В 1972 году Комитетом по физической культуре и спорту при Совете министров СССР было принято решение о распространении дзюдо на территории СССР. Во исполнение решения в том же году в Азербайджанской ССР была создана Федерация дзюдо.
22 ноября 1972 года впервые в республике были проведены соревнования по дзюдо. В обществах «Динамо», «Буревестник», «Локомотив», «Родник» и в городах Сумгаит и Гянджа начали действовать первые клубы.
В декабре 1972 года Исмаил Ахмедов, Сабир Гусейнов, Агарза Ахмедов и Виктор Кузнецов, являвшиеся первыми тренерами азербайджанской школы дзюдо, приняли участие на первом Всесоюзном семинаре тренеров, организованном в Таллине. Позже на Всесоюзных семинарах судей приняли участие Эльмаддин Раджабли  и Виктор Кузнецов.
Первыми тренерами дзюдо Азербайджана считаются Исмаил Ахмедов, Сабир Гусейнов, Эльмаддин Раджабли, Агарза Ахмедов, Рауф Шафиев, Виктор Кузнецов, Анвер Искендеров, Тарлан Гасанов, Джарулла Шингаров, Самед Шахнияров и другие специалисты.
Звания мастера спорта первым был удостоен Сахиб Исмаилов, международного класса — Гудрат Панджалиев, а звания заслуженного мастера — Назим Гусейнов.
Звание первого заслуженного тренера Азербайджанской ССР получил Эльмаддин Раджабли, а звание первого заслуженного тренера СССР — Агаяр Ахундзаде. Первым мастером спорта среди женщин была Арзу Атаева, первым мастером спорта международного класса — Гюльшан Ширинова.
Звание первого судьи всесоюзного класса было присвоено Рауфу Шафиеву. Заир Мамедов и Валех Магеррамов стали первыми судьями международного класса.
Первыми победителями и призерами чемпионатов СССР по дзюдо стали Алекпер Исмаилов (1975 год[уточнить], золотая медаль), Сахиб Исмаилов (1972 год, бронзовая медаль) и Анвер Ахмедов (1982 год, серебряная медаль).
Среди азербайджанских дзюдоистов Фархад Раджабли впервые завоевал медаль на соревнованиях европейского масштаба. В проведенном в 1978 году в Венгрии первенстве Европы среди молодежи он занял III место.
Величайшее достижение азербайджанского дзюдо связано с именем Назима Гусейнова. В Летних олимпийских играх, проведённых в 1992 году в Барселоне, он завоевал золотую медаль.
Известными дзюдоистами того периода были Сахиб Исмайлов, Эльчин Исмайлов, Закира Керимова.

### Современный период
Азербайджанские спортсмены принимали участие в Олимпийских Играх в Пекине в 2008 году.
В командном чемпионате мира по дзюдо, проводившемся в Турции в 2010 году, Афаг Султанова в своей весовой категории и Ильхам Закиев в весовой категории 100 завоевали золотую медаль.
На кубке Европы, прошедшем в столице Украины Киеве в апреле 2011 года, азербайджанские дзюдоисты завоевали 6 медалей.
В 2016 году на Олимпийских играх в Рио-де-Жанейро дзюдоисты национальной команды Рустам Оруджов и Эльмар Гасымов завоевали серебряные медали.

## Федерация дзюдо
Создана в 1972 году.
Федерация утверждает планы на очередной календарный год, расписание соревнований внутри страны, .
Функционирует официальное онлайн-ТВ Федерации дзюдо Азербайджана.
8 апреля 2024 года ролик Федерации «Будущее нашего дзюдо» стал победителем в номинации «Будущие победители» II национального телефестиваля спортивных фильмов и программ.
10 января 2025 года ролик Федерации «Если я приеду еще раз» победил в номинации «Лучший видеоролик 2024 года на спортивную тему» в конкурсе, проводимом Министерством молодёжи и спорта Азербайджана.
28 декабря 2024 года Федерацией проведён общереспубликанский семинар с участием 150 тренеров различных регионов Азербайджана. На семинаре разъяснены новые правила дзюдо, утверждённые Международной федерацией дзюдо. Обсуждены правила присвоения поясов и данов, правила лицензирования спортивных клубов и требования к их деятельности. Представлено требование обеспечить наличие у всех спортсменов справок о состоянии здоровья. Представлен проект руководства по сертификации и лицензированию тренеров. Ряду тренеров был присвоен очередной дан.
Федерация обязывает тренерами и спортивными организациями использовать программу «Judo Manager».

## Руководители
Президенты
- Ариф Алекберов (1972—1980)
- Рагим Исмаилов (1980—1996)
- Физули Алекперов (1996 — 4 сентября 2015)[5]
- Ровнаг Абдуллаев (4 сентября 2015 — 1 ноября 2021)[5][6]
- Рашад Набиев (с 1 ноября 2021)[6]

Вице-президенты
- Эльнур Маммадли
- Ровшан Рустамов

Главный секретарь
- Рашад Расуллу

Председатель судейского комитета
- Натиг Багиров